# Aghawnawank
Aghawnawank – wieś w Armenii, w prowincji Tawusz. W 2011 roku liczyła 337 mieszkańców.